# Ponte San Pietro

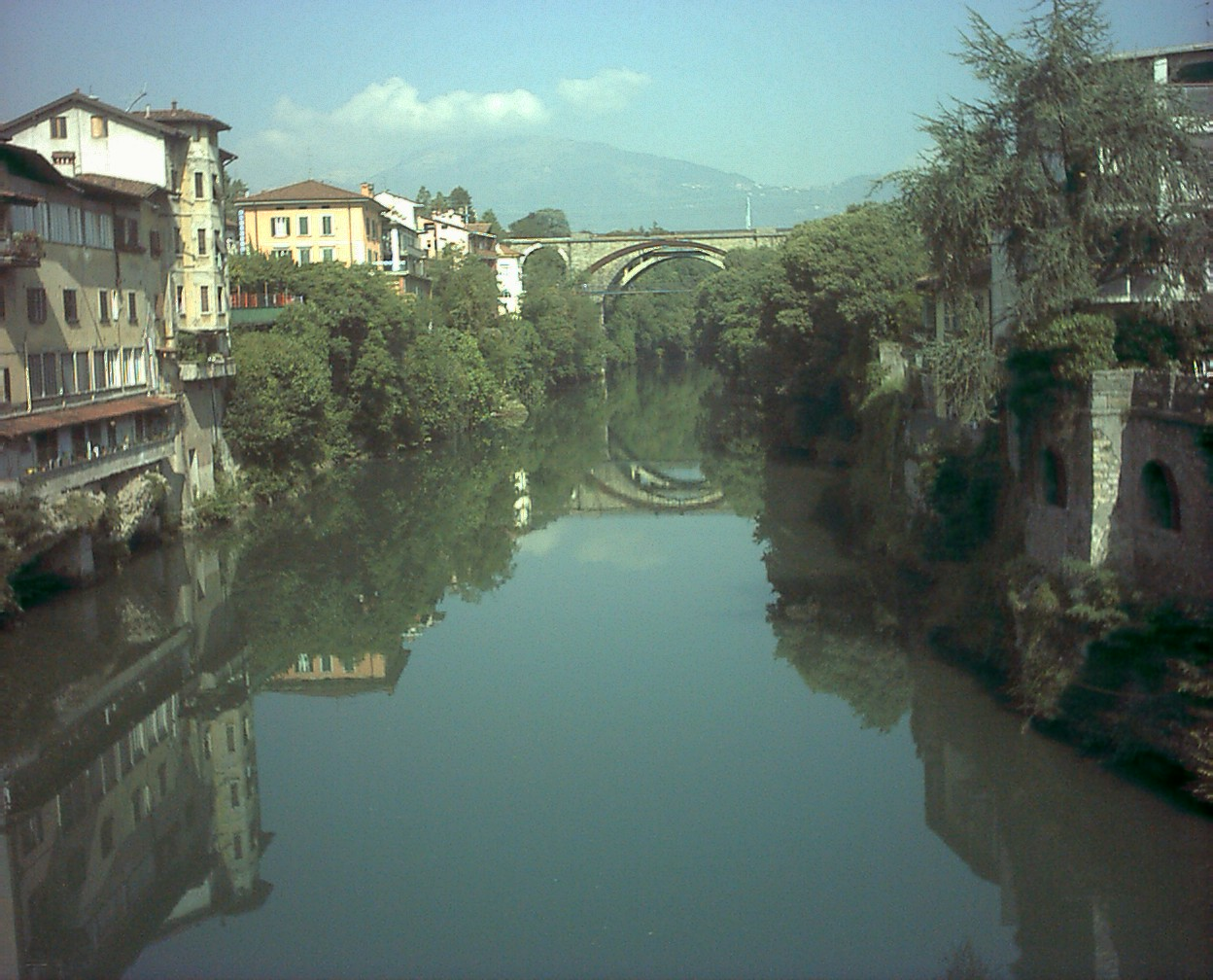
Sông Brembo tại Ponte San Pietro

Ponte San Pietro là một đô thị ở tỉnh Bergamo, Lombardia, Italia. It is about 40 km về phía đông bắc của Milano và khoảng 8 km về phía tây của Bergamo. As of 31 December 2005, đô thị này có dân số khoảng 10.500 người và diện tích là 4,67 km².